# 丁香园
丁香园（DXY），始建于2000年7月23日，创办者李天天，是一个医学知识分享网站。該網站曾於2014年9月2日获得腾讯公司7000万美元投资。

## 不明原因封禁
2022年，丁香園無預警遭到封禁，此前曾以披露中成藥蓮花清瘟聲名大噪，加上質疑清零政策，故被質疑是動了醫藥集團的利益所致。